# Csórics Balázs
Csórics Balázs (Budapest, 1984. szeptember 23. –) magyar színész.

## Életpályája
1991-1999 között a Csepeli Mátyás Király Általános iskola (Kolozsvár) tanulója. 2005–2009 között a Színház- és Filmművészeti Egyetem hallgatója volt. Diplomaszerzése után a Madách Színházban és a József Attila Színházban szerepelt (2009–2011), majd külföldön vállalt munkát. 2013-ban tért vissza Magyarországra.
2021-től felesége Kerek Adrienn.

## Filmes és televíziós szerepei
- Casting minden (2008) ...Roland
- Hacktion (2011) ...Szállító
- Barátok közt (2014, 2015–2018; 2020)[7][8] ...Vida Rudolf
- Apatigris (2021) ...Zétény
- Keresztanyu (2022) ...Topolisz embere
- Gólkirályság (2023) ...Menedzser
- Valami madarak (2023) ...Mentős
- S.E.R.E.G. (2024) ...Györbiró Zsolt